# Angraecum
 Angraecum  es un  género de unas 221 especies de orquídeas epífitas y alguna litófita  de la tribu Vandeae de la familia Orchidaceae. La mayoría de las especies se distribuyen en el África tropical y Madagascar y algunas especies remotas por el Sudeste de Asia, aunque también se encuentran en los archipiélagos de Comores, las Seychelles, y las Mascareñas.

## Hábitat
Se localizan desde el nivel del mar hasta una altura de unos 2000 m a media sombra en regiones boscosas y húmedas.

## Descripción
Las especies  de Angraecum son muy variables en las apariencias de la planta y de la flor, con adaptaciones al bosque tropical seco, por lo que tienen hojas carnosas al no tener pseudobulbos, pero tienen desarrollo monopodial con un tallo o varios.
La mayoría son  epífitas, y algunas son litófitas. Las flores son de larga duración, racemosas, y se desarrollan desde las axilas de las hojas. Son generalmente de color blanco, pero también algunas pocas son amarillas, verdes u ocres. Tienen un espolón largo por detrás del labelo.
En el caso de la especie Angraecum sesquipedale, que se encuentra en Madagascar, se observa un espolón de 30 cm de longitud. Acerca de este caso, cuando se le mostró una de estas orquídeas a Charles Darwin teorizó que: en razón de que el  néctar se encuentra en el fondo del espolón, debería de existir un polinizador con la lengua por lo menos de la misma longitud, o en caso contrario la orquídea no sería nunca polinizada. Dedujo que se trataría de una mariposa esfíngida. 
En su tiempo esta aseveración no se creyó. Sin embargo tiempo después de la muerte de Darwin, el polinizador predicho se descubrió, una mariposa esfinge, nombrada ahora  Xanthopan morganii praedicta ("praedicta" = "predicha"). Tiene una gran proboscis apropiada para semejante menester. El nombre específico  'sesquipedale' significa 'un pie y medio', refiriéndose a la longitud del espolón. Este caso es un ejemplo perfecto de coevolución, de dependencia mutua entre una orquídea y su polinizador específico.

## Taxonomía
El género fue descrito por Jean-Baptiste Bory de Saint-Vincent y publicado en Voyage dans les Quatre Principales Îles des Mers d'Afrique 1: 359. 1804.
Etimología
Angraecum: nombre genérico que se refiere en Malayo a su apariencia similar a las Vanda.

## Secciones
Está dividido en las siguientes secciones:
- Acaulia -   Afrangraecum -  Angraecoides -  Angraecum -  Arachnangraecum -   Boryangraecum -  Chlorangraecum -  Conchoglossum -  Dolabrifolia -  Filangis -  Gomphocentrum -  Hadrangis -  Humblotiangraecum -  Lemurangis -  Leporvenchea -  Nana -  Pectinaria -  Perrierangraecum -   Pseudojumellea[4]

## Especies deAngraecumseleccionadas
- Angraecum eburneum
- Angraecum leonis
- Angraecum magdalenae
- Angraecum sesquipedale
- Lista completa de Especies

## Híbridos intergenéricos
- Angraecyrtanthes Ancyth: (Angraecum × Aeranthes × Cyrtorchis)
- Angraeorchis Angchs: (Angraecum × Cyrtorchis)
- Angraeorchis Angchs: (Angraecum × Cyrtorchis)
- Angraecentrum Angctm: (Angraecum × Ascocentrum)
- Angreoniella Angnla: (Angraecum × Oeoniella)
- Angrangis Angrs: (Angraecum × Aerangis).
- Angraecostylis  Angsts:  (Angraecum × Rhynchostylis)
- Angranthes  Angth:  (Angraecum × Aeranthes)
- Angranthellea  Angtla: (Angraecum × Aeranthes × Jumellea)
- Ceratograecum  Crgm: (Angraecum × Ceratocentron)
- Eurygraecum  Eugcm: (Angraecum × Eurychone)
- Plectrelgraecum  Plgcm: (Angraecum × Plectrelminthus)
- Sobennigraecum  Sbgcm: (Angraecum × Sobennikoffia)
- Tubaecum  Tbcm: (Angraecum  × Tuberolabium)